# Sožitje
Sožitje ali simbioza (gr. symbiosis: skupno življenje) v biologiji je način življenja, ko dva organizma (različni rastlinski in živalski organizmi) večino časa preživita tesno skupaj. Organizma, ki živita v paru, med sabo nista enakovredna. Eden je običajno telesno večji, imenujemo ga tudi gostitelj, in ima za drugega vlogo habitata. Drugi organizem je pogosto bistveno manjši in ga imenujemo bodisi parazit, bodisi mutualist.

## Obseg simbioze
Po novejših avtorjih simbioza obsega parazitsko (škodljivo), komenzalsko (neškodljivo) ter mutualistično (koristno) razmerje med organizmoma v povezavi.

## Medsebojni odnos
V nekaterih medsebojnih odnosih hrana ni najpomembnejša korist. Osebka lahko imata zaradi sožitja zanesljivejšo obrambo pred morebitnimi plenilci ali pa se oba partnerja v sožitju samo dopolnjujeta. 
Nekatera bitja ne živijo v neposrednemu stiku z drugimi rastlinami ali živalmi, vendar s svojim življenjem in delovanjem posredno omogočajo življenje drugim. Takšne so razne talne glive, ki za lastne potrebe razkrajajo odmrle rastlinske in živalske dele, s tem pa tudi vračajo prsti rudninske snovi, ki jih potrebujejo rastline.  
Sožitje je mogoče med dvema na videz popolnoma neodvisnima vrstama, saj se vsaka zase prosto giblje in samo občasno stopi v stik z drugo. Takšne so ribe čistilke, ki se prehranjujejo z zunanjimi zajedavci na koži in med škrgami ter ostanki hrane med zobmi morskih psov in drugih velikih rib. 
Sožitje je tudi med negibnimi enoceličnimi algami, ki preživijo vse življenje v notranjosti zelenih aktinij in še po nekih drugih vrst koral. 
Sožitja se razlikujejo tudi po stopnji medsebojne odvisnosti in povezanosti obeh udeležencev, saj sta vrsti lahko popolnoma odvisni druga od druge in lahko živita samo v skupnosti, ali pa je sožitje neobvezujoče in lahko oba partnerja živita tudi ločeno. 
Veliko oblik   sožitja je  pri mravljah, kar je verjetno povezano z njihovim družbenim življenjem v kolonijah in zapletenimi vedenjskimi vzrci, na katere precej vplivajo zunanje sile in razmere. Ko silovito branijo svoja bivališča, s tem pogosto varujejo tudi razne rastline in rastlinske uši. 
Romenokljuni govedarji se prehranjujejo z majhnimi klopi in drugimi kožnimi zajedavci na povodnih konjih, bivolih in drugih velikih afriških sesalcih. 
Ptice v tej čistilni simbiozi zlahka pridejo do hrane, korist pa imajo tudi veliki sesalci, saj jih ptice rešijo nadležnih zajedavcev. Večina rastlin, na katerih se naselijo razne mravlje, je v sožitju z njimi bolj varna pred listojedimi žuželkami, vendar pa to ni njihova največja korist. Te rastline uspevajo v deževnih gozdovih gozdovih goratih območij in visijo z debel in vej dreves. Iztrebki in drugi odpadki, ki jih mravlje znosijo v bivališča teh rastlin, so dobrodošel dodatek k njihovi prehrani.